# Крапіль Борис Адольфович
Борис Адольфович Крапіль (12 червня 1925, Томськ — 27 травня 2007, Москва) — міжнародний шаховий арбітр, багаторічний голова колегії суддів Російської шахової федерації.

## Біографія
Народився 12 червня 1925 року в Томську. У віці 5 років переїхав із матір'ю до Москви.
У школі захопився шахами, а перші ази осягав у московському Палаці піонерів (провулок Стопані). Займався разом із відомими шахістами — гросмейстером Юрієм Авербахом, гросмейстером ICCF Яковом Естриним і шаховим оглядачем Віктором Хенкіним.
Учасник німецько-радянської війни: у 1942 році, ледь закінчивши школу, пішов на фронт. Воював на Волховському, Ленінградському, 2-му Білоруському фронтах. Під Нарвою був поранений. Закінчив війну молодшим сержантом.
Після війни закінчив Московський юридичний інститут, був направлений за розподілом викладачем у Куйбишев. Пізніше отримав економічну освіту (МІІТ). Із 1964 року до виходу на пенсію в 1986 році працював у Технічному управлінні Міністерства тракторного і сільськогосподарського машинобудування СРСР — начальником економічного відділу, потім заступником начальника Управління. Отримав звання Заслужений економіст РРФСР. У 1990-ті роки змушений продовжити роботу за першою освітою: допомагав у реєстрації різних організацій, працював у благодійному фонді Доркас.
Із шахами не розлучався все життя. Арбітр міжнародної категорії. Судив багато змагань, найбільш значні з них: чотири Всесвітні Олімпіади (один із небагатьох, хто судив обидві Московські олімпіади 1956 і 1994), чемпіонати СРСР, півфінальний матч претендентів між Т. Петросяном і В. Корчним. Часто працював на Меморіалах Чигоріна в Сочі та шахових фестивалях в Юрмалі. Одним із перших отримав звання Почесний суддя з шахів (1978)
Очолював суддівську колегію РРФСР, а пізніше — Росії, в цілому більше 40 років (із 1950-х до 1990-х). Три роки був відповідальним секретарем Російської шахової федерації.
Був довіреною особою в Росії керуючого фінською християнською місією «Авайнсанома» («Ключ життя»).
Похований на Кунцевському кладовищі в Москві.